# Асоциация на европейските клубове
Асоциация на европейските клубове (ЕСА) е единствената независима организация, пряко представляваща футболните клубове в Европа. ECA съществува за защита и насърчаване на интересите на европейския клубен футбол. Целта ѝ е да създаде нов, по-демократичен модел на управление, който наистина отразява водещата роля на клубовете във футбола. Формира се след разпускането на групата Г-14 през януари 2008.
Най-силните европейски клубове водят преговори за създаването на Суперлигата – елитна футболна лига, която не се контролира от УЕФА.

## История
Асоциацията на европейските клубове е създадена на 18 януари 2008 г. след разформироването на групата Г-14 и Форума на европейските клубове на УЕФА, председателстван от Карл-Хайнц Румениге. Тя започва официалната си работа след подписването на Меморандума за взаимно разбирателство с УЕФА на 21 януари 2008 г. На 7 – 8 юли, по повод 1-вата Генерална асамблея на ЕСА в централата на УЕФА в Нион (Швейцария), Карл-Хайнц Румениге е официално назначен за председател на ЕСА. Асоциацията на европейските клубове приемаа структура за членството и процес на подбор, подобен на този, използван във Форума на европейските клубове, който се състои от 102 члена, избирани на всеки две години.

## Структура и състав
При създаването на Асоциацията на европейските клубове през януари 2008 г. е постигнато съгласие преходният Съвет на ЕСА да представлява ЕСА и нейните 16 учредителни членове до следващото заседание на Генералната асамблея (Общото събрание) в края на сезона, когато да се проведе изборът на нов изпълнителен комитет. Взето е решение Комитетът на ЕСА да включва само 11 членове, в допълнение към четиримата представители, назначени от Изпълнителния комитет в Съвета за професионална футболна стратегия на УЕФА. Асоциацията на европейските клубове също ще предостави половината от членовете на комисията по състезание на клубовете на УЕФА.

### Членове
Към началото на цикъла за членство за 2013 – 2015 г. Асоциацията на европейските клубове представлява интересите на 214 клуба, включително 105 редовни членове и 109 асоциирани членове, с поне един представител от 53 национални асоциации.
Точният брой клубове, които са редовни членове от всяка асоциация-член, се определя на всеки две години в края на сезона на УЕФА въз основа на рейтинга на УЕФА за асоциациите-членове съгласно следните принципи:
| Позиция на националната асоциация в рейтинга на УЕФА | Брой клубове редовни членове на ЕСА |
| от 1 до 3                                            | 5                                   |
| от 4 до 6                                            | 4                                   |
| от 7 до 15                                           | 3                                   |
| от 16 до 28                                          | 2                                   |
| от 29 до 53                                          | 1                                   |

Броят на членовете следва тенденцията за продължителен растеж през последните години. През сезон 2019/2020 г. в ECA членуват 246 клуба от 55 асоциации на УЕФА, което я определя като силен представителен орган на европейския футболен пейзаж.
Редовни членове са 109 клуба, а асоциираните членове (137) са отбелязани с наклонен шрифт. От българските клубове членуват Левски (София), Лудогорец (Разград) и Ботев (Пловдив).
| Страна                  | Футболни клубове |
| ----------------------- | --- |
| Австрия (4)             | Аустрия (Виена) • Рапид (Виена) • Ред Бул (Залцбург) • Щурм (Грац) |
| Азербайджан (3)         | Карабах (Агдам) • Нефтчи (Баку) • Габала |
| Албания (3)             | Партизани (Тирана) • Кукъс • Влазния (Шкодра) |
| Англия (9)              | Ливърпул • Манчестър Юнайтед • Челси (Лондон) • Арсенал (Лондон) • Манчестър Сити • Тотнъм Хотспър (Лондон) • Евертън (Ливърпул) • Лестър Сити • Нюкасъл Юнайтед                               |
| Андора (2)              | Унио̀ Еспортѝва Сант Жулия̀ • Санта Колома |
| Армения (3)             | Алашкерт (Ереван) • Пюник (Ереван) • Бананц (Ереван) |
| Беларус (3)             | БАТЕ Борисов • Динамо (Минск) • Шахтьор (Солигорск) |
| Белгия (5)              | Андерлехт • Брюж • ФК Стандард (Лиеж) • КАА Гент • Расинг Генк |
| България (5)            | Левски (София) • ЦСКА (София) • Лудогорец (Разград) • Ботев (Пловдив) • ЦСКА 1948 |
| Босна и Херцеговина (3) | Сараево • Железничар (Сараево) • Широки бриег |
| Германия (11)           | Байерн (Мюнхен) • Борусия 09 (Дортмунд) • ШФ Вердер Бремен • Шалке 04 • Щутгарт • Хамбургер ШФ • Байер (Леверкузен) • Айнтрахт (Франкфурт) • Волфсбург • Хановер 96 • Борусия (Мьонхенгладбах) |
| Гибралтар (1)           | Линкълн Ред Импс |
| Грузия (1)              | Динамо (Тбилиси) |
| Гърция (6)              | Олимпиакос (Пирея) • АЕК (Атина) • Панатинайкос (Атина) • ПАОК (Солун) • Атромитос (Перистери) • Астерас (Триполи)                                                                             |
| Дания (7)               | Копенхаген • Есбер фБ • Норшелан • Оденсе • Брьондби • Олбор • Мидтиланд |
| Естония (2)             | Левадия (Талин) • Флора (Талин) |
| Израел (4)              | Апоел (Беер Шева) • Макаби (Тел Авив) • Макаби (Хайфа) • Бней Йехуда (Тел Авив) |
| Ирландия (2)            | Сейнт Патрикс Атлетик (Дъблин) • Шамрок Роувърс (Дъблин) |
| Исландия (3)            | Рейкявик • Фимлейкафелаг Хапнарфьордюр • Kефлавик |
| Испания (9)             | Реал (Мадрид) • Барселона • Атлетико (Мадрид) • Севиля • Валенсия • Виляреал • Ма̀лага • Атлетик Билбао • Реал Сосиедад (Сан Себастиан)                                                         |
| Италия (9)              | Милан • Интер (Милано) • Ювентус (Торино) • Рома • Лацио (Рим) • Наполи • Сампдория • Фиорентина (Флоренция) • Удинезе                                                                         |
| Казахстан (3)           | Актобе • Шахтьор (Караганда) • Иртиш (Павлодар) |
| Кипър (4)               | АПОЕЛ (Никозия) • Аполон (Лимасол) • Ано̀ртосис • Омония (Никозия) |
| Косово (1)              | Прищина |
| Латвия (2)              | Вентспилс • Сконто (Рига) |
| Литва (3)               | Жа̀лгирис (Вилнюс) • Ритеряй (Вилнюс) • Суду̀ва (Мариямполе) |
| Лихтенщайн (1)          | Вадуц |
| Люксембург (2)          | Ф91 Дюделанж • Гревенмахер |
| Малта (2)               | Валета • Биркиркара |
| Молдова (3)             | ФК Шериф (Тираспол) • Дачия (Кишинев) • Зимбру (Кишинев) |
| Монако (1)              | Монако̀ |
| Нидерландия(8)          | Аякс • ПСВ Айндховен • Твенте • Фейенорд • АЗ Алкмар • Хееренвеен • Утрехт • Витесе |
| Норвегия (6)            | Розенборг (Тронхайм) • Молде • Бран (Берген) • Лилестрьом • Волеренга (Осло) • Викинг (Ставангер)                                                                                              |
| Полша (5)               | Легия (Варшава) • Висла (Краков) • Лех (Познан) • Рух (Хожов) • Шльонск (Вроцлав) |
| Португалия (5)          | Бенфика (Лисабон) • Порто • Спортинг (Лисабон) • Спортинг (Брага) • Маритимо |
| Румъния (4)             | ФК Стяуа (Букурещ) • ЧФР Клуж • Астра (Гюргево) • Пандурий (Търгу Жиу) |
| Русия (5)               | ЦСКА (Москва) • Зенит (Санкт Петербург) • Рубин (Казан) • Спартак (Москва) • Локомотив (Москва)                                                                                                |
| Сан Марино (3)          | Тре Фиори (Фиорентино) • Мурата • Тре Пенне |
| Северна Македония (3)   | Работнички (Скопие) • ФК Вардар (Скопие) • Шкендия (Тетово) |
| Северна Ирландия (4)    | Крусейдърс (Белфаст) • Гленторан (Белфаст) • Линфийлд (Белфаст) • Клифтънвил (Белфаст) |
| Словакия (4)            | Слован (Братислава) • Жилина • Ружомберок • Тренчин |
| Словения (3)            | Марибор • Олимпия (Любляна) • Домжале |
| Сърбия (3)              | Цървена звезда (Белград) • Партизан (Белград) • Войводина (Нови Сад) |
| Турция (5)              | Галатасарай (Истанбул) • Трабзонспор • Бурсаспор • Фенербахче (Истанбул) • Бешикташ (Истанбул)                                                                                                 |
| Уелс (2)                | Дъ Ню Сейнтс • Бангор Сити |
| Украйна (4)             | Шахтьор (Донецк) • Динамо (Киев) • Днипро • ФК Черноморец (Одеса) |
| Унгария (4)             | Дебрецен • Ференцварош (Будапеща) • Хонвед (Будапеща) • МОЛ Види Фехервар |
| Фарьорски острови (4)   | ХБ Торсхавн • ЕБ/Стреймур • Б36 (Торсхавн) • НСИ Рунавик |
| Финландия (2)           | ХЯК (Хелзинки) • Интер (Турку) |
| Франция (8)             | Олимпик (Марсилия) • Пари Сен Жермен • Олимпик (Лион) • Бордо • Сент Етиен • Лил • Монпелие • Рен                                                                                              |
| Хърватия (3)            | Динамо (Загреб) • Риека • Хайдук (Сплит) |
| Черна гора (2)          | Будучност (Подгорица) • Зета (Подгорица) |
| Чехия (5)               | Славия (Прага) • Виктория (Пилзен) • Спарта (Прага) • Слован (Либерец) • Теплице |
| Швейцария (6)           | Базел • Цюрих • Йънг Бойс (Берн) • Тун • Грасхопър (Цюрих) • Сион |
| Швеция (6)              | Хелзингборг • Елфсбори (Бурос) • Юргорден (Стокхолм) • Гьотеборг • АИК • Малмьо |
| Шотландия (5)           | Селтик (Глазгоу) • Мадъруел • Абърдийн • Хартс(Единбург) • *Глазгоу Рейнджърс |

От септември 2013 г., след Общото събрание, Изпълнителният комитет на ЕСА включва: Карл-Хайнц Румениге (председател; Байерн Мюнхен), Умберто Гандини (първи заместник-председател; Милан), Педро Лопес Хименес (втори заместник-председател; Реал Мадрид), Юджийн Гинер (трети заместник-председател, ЦСКА Москва), Иван Газидиса (Арсенал), Андреа Анели (Ювентус), Жан-Мишел Ола (Олимпик Лион), Теодорос Джаникос (Олимпиакос), Едвин ван дер Сар (Аякс), Мишел Вершурен (Андерлехт).
Асоциацията на европейските клубове се състои от множество органи, включително работни групи, експертни комисии и комисии. Сред тях са следните:

### Работни групи
След създаването на ЕСП работните групи са важен компонент в организационната структура на ЕСП. Те активно предоставят съвети и подкрепа на Изпълнителния комитет на ECA и представители на ECA, участващи в комитети или работни групи в УEФA, ФИФA и Европейския съюз. Техният принос е ключов и стратегически за асоциацията. Освен това те управляват взаимодействието на членовете и комуникацията в организацията по ключови въпроси, проблеми и възможности. Всички работни групи се състоят от клубове, които са редовни и асоциирани членове от четирите отделения. В ECA има пет работни групи: Работна група по конкуренция, Финансова работна група, Работна група за връзки с институциите, Работна група „Маркетинг и комуникации“ и Работна група за младежи.

### Комисия от експерти
Подобно на работните групи на експертната комисия и комитетите предоставят подкрепа на Изпълнителния комитет и те включват експерти от различни клубове на ECA. Членовете на Комисията на експертите и Комитета се назначават от Изпълнителния комитет на ECA, те функционират като консултативни органи. Понастоящем в Европейската сметна палата работят следните експертни комисии и комисии: Комисия за правни съвети; Комисия по законови въпроси; Финансова комисия за феърплей; Комитет за социален диалог и Комитет по футбол за жени.

## Постижения
В съответствие с Меморандума за взаимно разбирателство, подписан с УЕФА през 2008 г., Асоциацията на европейските клубове е призната за единствения орган, представляващ интересите на клубовете на европейско ниво. Като част от Меморандума за разбирателство, УЕФА също се съгласява да разпределя получената сума след Европейското първенство на всеки четири години на националните асоциации, които ги предават на своите клубове, което допринася за успеха на Европейското първенство. Сумата на разположение за разпределяне след Евро 2008 е 43,5 милиона евро (62,8 милиона долара) при плащане на принципа приблизително 4000 евро „на ден за играч“. Като част от планираните действия, УЕФА и ФИФА също поемат няколко ангажимента към клубовете, включително да направят финансови вноски за участието на играчи в Европейското първенство и Световното първенство, след одобрение от съответните органи.
На 22 март 2012 г. беше подписан нов Меморандум за разбирателство между ЕСА и УЕФА за периода 2012 – 2018 г. по повод редовния XXXVI конгрес на УЕФА. Меморандумът е подписан от председателя на ECA Карл-Хайнц Румениге и президента на УЕФА Мишел Платини. Този документ поставя основите за ползотворни отношения между европейските клубове и ръководния орган в европейския футбол, отразяващ подобрен баланс между националните отбори и клубния футбол. Новият меморандум за разбирателство замества меморандума от 2008 г. и е валиден до 30 май 2018 г. Основните теми на новия Меморандум за разбирателство са:

### Международен календар за мачовете
Препоръките на работната група, одобрена от ФИФA, предлагат по-балансирана система от 9 двустранни мача за 2 години без приятелски мачове, което е по-полезно както за клубовете, така и за националните асоциации.

### Застраховка за заплатите на играчите
Програмата за защита на клуба, която първоначално е стартирана за сметка на УЕФА за покриване на ЕВРО 2012 в Полша и Украйна, по-късно започва да се прилага за сметка на ФИФА след одобрението на Конгреса на ФИФА в Будапеща през май 2012 г. Понастоящем тя обхваща всички клубове, които освобождават играчи за участие в национални мачове от група А, включително ангажимента на ФИФA да осигури футболен турнир по време на Олимпийските игри. Програмата за защита на клуба осигурява обезщетение за клубовете в случай, че играчи от национален отбор от група А, участващи в мачове за тяхната национална асоциация, страдат и са временно напълно инвалидирани поради телесни наранявания, претърпени при инцидент. Играчите са застраховани за максимум една година от деня на периода от момента на нараняване до началото на застрахователните плащания (= дата на травмата + 27 дни) и за максимална сума от 7 500 000 евро.

### Разпределение на компенсации за европейско първенство
Както е посочено в Меморандума за разбирателство от 2008 г. между ECA и УEФA, Изпълнителният комитет се съгласява да предостави на УEФA 43,5 милиона EUR за EП 2008 в Швейцария / Австрия и 55 милиона EUR за EП 2012 в Полша / Украйна. След изменението на Меморандума за разбирателство компенсацията за клубовете, които пускат играчи на Европейското първенство на УЕФА в Полша / Украйна, се увеличава до 100 милиона евро и ще нараства до 150 милиона евро за Европейското първенство през 2016 г. във Франция. Във връзка с увеличения обем на компенсациите, получени от клубовете, УEФA и ECA са разработили нов механизъм за компенсации. Основната цел на този механизъм за разпределение е да се постигне справедлива и балансирана система, да се осигури по-висока компенсация за всички клубове в сравнение с предишните първенства и да се гарантира, че повече клубове получават дял в компенсация. По време на Европейското първенство 2012 г. в Полша / Украйна общата сума от 100 милиона евро е разделена между финалната фаза (60 %) и квалификационния етап (40 %). Този нов механизъм за дистрибуция накара 578 клуба да получат различни суми компенсации от УЕФА за освобождаване на играчи в квалификационни и финални срещи. Броят на клубовете, получаващи обезщетение, се е увеличил значително в сравнение с Евро 2008 на УЕФА.

### Ръководство
Меморандумът за разбирателство също предоставя на клубовете по-голямо влияние върху процесите на вземане на решения в УЕФА. В бъдеще на клубовете е гарантирано, че техните мнения ще бъдат взети под внимание и че няма да бъде взето решение, засягащо клубния футбол без предварителното им съгласие. Представители на ECA от Изпълнителния комитет се назначават в Комитета за състезание на клубовете на УЕФА и в Съвета за професионална футболна стратегия на УЕФА.

## Публикации на ЕСА
- Отчет за обществената и социалната отговорност
- Юридически бюлетин
- Отчет на ECA за европейските младежки академии
- Ръководство за управление на клуба на ECA